# David Zeman (fotbalista)
David Zeman (* 1942 Československo) je bývalý československo-australský fotbalista, který hrál jako obránce.

## Klubová kariéra
Hrál za Sydney FC Prague a West Ryde. 

## Reprezentační kariéra
V roce 1969 hrál za reprezentaci Austrálie v kvalifikaci na Mistrovství světa v roce 1970. Za reprezentaci odehrál 3 zápasy.

## Osobní život
Bydlí poblíž Coffs Harbour. 